# Berrac
Berrac (en francès Berrac) és un municipi francès situat al departament del Gers i a la regió d'Occitània.

## Geografia

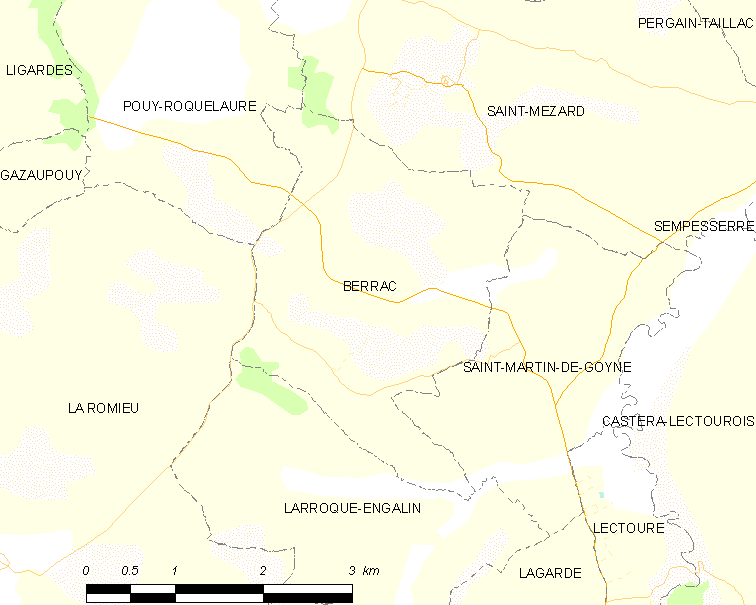
Mapa de la comuna de Berrac

## Administració
| Període   | Identitat       | Partit |
| --------- | --------------- | ------ |
| 1965-2001 | André Bonne     |        |
| 2001-     | Jean-Paul Laban | MPF    |

## Demografia
| 1962                                       | 1968 | 1975 | 1982 | 1990 | 1999 | 2006 |
| ------------------------------------------ | ---- | ---- | ---- | ---- | ---- | ---- |
| 161                                        | 128  | 102  | 90   | 101  | 90   | 88   |
| Des de 1962: població sense dobles comptes |      |      |      |      |      |      |